# Comuna Kuprianivka, Vilneansk
Kuprianivka (în ucraineană Купріянівка) este o comună în raionul Vilneansk, regiunea Zaporijjea, Ucraina, formată din satele Bekarivka, Iakovleve, Kirovske, Kuprianivka (reședința) și Troiandî.

## Demografie
Componența lingvistică a comunei Kuprianivka
     Ucraineană (84,82%)
     Rusă (14,12%)
     Alte limbi (0,29%)
Conform recensământului din 2001, majoritatea populației comunei Kuprianivka era vorbitoare de ucraineană (84,82%), existând în minoritate și vorbitori de rusă (14,12%).